# Steve Bartkowski
Steven Joseph Bartkowski, detto Steve (Des Moines, 12 novembre 1952), è un giocatore di football americano statunitense che ha militato nel ruolo di quarterback per la maggior parte della carriera con gli Atlanta Falcons della National Football League (NFL). Fu la prima scelta assoluta del Draft NFL 1975 da parte dei Falcons. Al college ha giocato a football alla Università della California - Berkeley.

## Carriera professionistica
Bartkowski fu la prima scelta assoluta, davanti a Walter Payton, del Draft 1975 da parte degli Atlanta Falcons, vincendo subito il premio di rookie dell'anno nel 1975.
Bartkowski è uno dei soli nove quarterback nella storia della NFL ad aver passato almeno 30 touchdown in stagioni consecutive (1980 e 1981). Gli altri sono Tom Brady, Drew Brees, Brett Favre, Dan Fouts, Jeff Garcia, Peyton Manning, Dan Marino e Y.A. Tittle.
Bartkowski fu convocato per il Pro Bowl sia nel 1980 che nel 1981 e fu inserito nella seconda formazione ideale della stagione All-Pro alla fine della stagione 1980. Guidò inoltre la NFL in passer rating nel 1983 con 97,6. Rimase il miglior passatore della storia degli Atlanta Falcons con 23.470 yard fino al 2013, quando fu superato da Matt Ryan.

## Palmarès
- (2) Pro Bowl (1980, 1981)
- Second-team All-Pro (1980)
- Rookie dell'anno (1975)
- Leader della NFL in passaggi da touchdown (1980)
- PFWA All-Rookie Team - 1975
- Numero 10 ritirato dai Falcons
- College Football Hall of Fame (classe del 2012)